# Nerocila swainsoni
Nerocila swainsoni is een pissebed uit de familie Cymothoidae. De wetenschappelijke naam van de soort is voor het eerst geldig gepubliceerd in 1818 door Leach.